# 刘家塔村 (沅陵县)
刘家塔村，为中华人民共和国湖南省怀化市沅陵县借母溪乡所辖的一个行政村。该村西邻借母溪村，北临张家界市四都坪乡同斗村，东邻两岔溪村，南邻筒车坪村。总人口1230人，总面积18平方公里(2.7万亩)。刘家塔村耕地面积930.42亩，林地面积14.84平方公里。行政区划代码431222245236。